# Цза (буква маньчжурского алфавита)

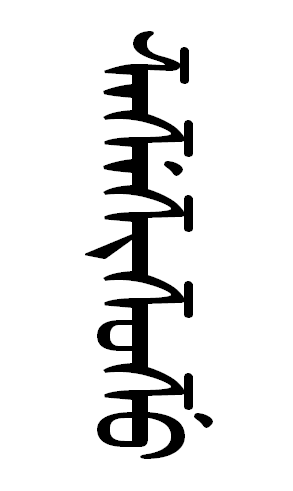
Цзацзэцзыцзоцзу

Хэргэни цза — буква маньчжурской письменности, звонкая парная инициали Ца, относится к группе букв предназначенных для транскрипции китайских слов, по маньчжурски - тулэрги хэргэнь. Цза - синоглиф китайской инициали Цзы чжуинь ( ㄗ ).  В словаре И.И.Захарова каллиграфия слога «Цзы» отличается от современного компьютерного написания, у Захарова пишется с помощью орхицы влево (монг. цацлага).

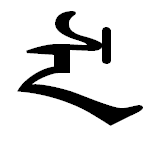
Цза
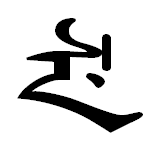
Цзэ
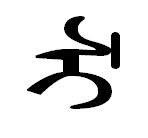
Цзы
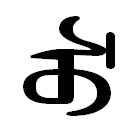
Цзо
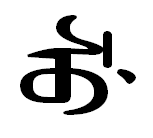
Цзу